# Brzęczkowice, Mysłowice

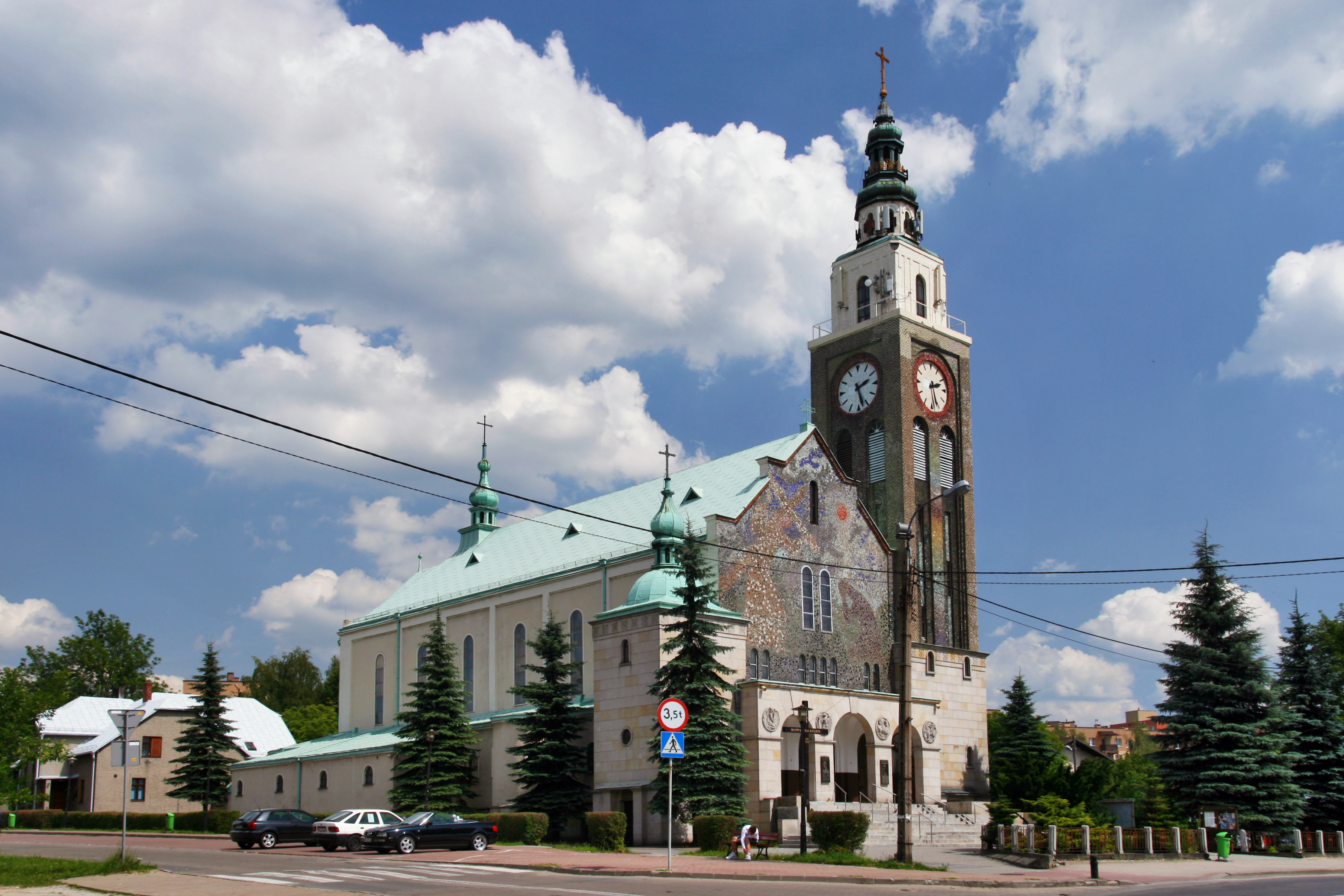
Nhà thờ Saint Mary

Brzęczkowice (tiếng Đức: Brzenskowitz) là một khu phố và một phần của quận Brzęczkowice và Słupna, ở Mysłowice, Silesian Voivodeship, miền nam Ba Lan. Nó trước đây là một ngôi làng độc lập và vùng đô thị (chỉ bao gồm ngôi làng này), được Mysłowice tiếp quản vào năm 1945 và một lần nữa vào năm 1951.
Góc của ba Hoàng đế nằm ở biên giới phía đông của Brzęczkowice trong những năm 1871-1918.

## Lịch sử
Ngôi làng được đề cập lần đầu tiên vào năm 1360. <i id="mwFw">Liber beneficiorum dioecesis Cracoviensis</i> được Jan Długosz viết vào những năm 1470-1480 đề cập đến ngôi làng là Brzanczkowice.
Trải qua những biến động chính trị do Matthias Corvinus gây ra, vùng đất xung quanh Pszczyna đã bị Casimir II, Công tước xứ Cieszyn, người đã bán nó vào năm 1517 cho các ông trùm Hungary của gia tộc Thurzó, thành lập quốc gia Pless. Trong tài liệu kèm theo ban hành ngày 21 tháng 2 năm 1517, ngôi làng được nhắc đến với tên Brzeczkowicze.
Trong Chiến tranh kế vị Áo, hầu hết Silesia đã bị Vương quốc Phổ chinh phục, bao gồm cả ngôi làng. Nó đã bị ảnh hưởng bởi sự phát triển công nghiệp trong thế kỷ 19. Sau Thế chiến I ở cuộc bỏ phiếu Thượng Silesia, 1.198 trong số 1.550 cử tri ở Brzęczkowice đã bỏ phiếu ủng hộ việc gia nhập Ba Lan, chống lại 349 chọn ở lại Đức. Ngôi làng trở thành một phần của Silesian Voivodeship tự trị ở Cộng hòa Ba Lan thứ hai. Sau đó nó bị Đức Quốc xã thôn tính vào đầu Thế chiến II. Sau chiến tranh, nó đã được trả lại Ba Lan.

## Những người đáng chú ý
- August Hlond, một hồng y người Ba Lan;